# Edward Warzecha
Edward Warzecha (ur. 24 stycznia 1937 w Wodzisławiu Śląskim, zm. 5 października 2011 w Poznaniu) – polski aktor filmowy i teatralny.

## Życiorys
Edward Warzecha urodził się 24 stycznia 1937 roku w Wodzisławiu Śląskim w rodzinie urzędniczej. Dzięki małżeństwu z poznanianką mieszkał i pracował w Poznaniu.
W 1962 roku ukończył studia na PWSFTviT w Łodzi.
W dniu 6 listopada 1961 roku, będąc na studiach zadebiutował na deskach Teatru Powszechnego w Łodzi rolą Spodka w „Śnie nocy letniej” Szekspira.
Występował na scenach teatrów w: Olsztynie, Poznaniu, Bydgoszczy, Łodzi. Do Poznania przyjechał w 1965 roku gdzie współpracował z Teatrem Nowym i Teatrem Polskim.
Jego pożegnaniem z widzami były role w Teatrze Polskim w Poznaniu, w „Szarańczy” Biljany Srbljanović (Simić), „Mistrzu i Małgorzacie” (Bufetowy Sokow, Nikołaj Iwanowicz). Natomiast w Teatrze Nowym w Poznaniu mogliśmy go podziwiać w autorskich spektaklach Janusza Wiśniewskiego: „Burza”, „Lobotomobil”, „Arka Noego. Nowy Koniec Europy” czy „Faust”.
Grał także w spektaklach teatru telewizji: „Ostatnie dni” Michaiła Bułhakowa, „Mindowe” Juliusza Słowackiego (Heidenrich), „Rogacz wspaniały” Fernanda Crommelyncka(Estrugo) i „Ciemności kryją ziemię” Jerzego Andrzejewskiego w reżyserii Izabelli Cywińskiej.
Edward Warzecha wystąpił także w kilku filmach: „Starej baśni”, „Powrocie do Polski, „Pograniczu w ogniu”, „Nowy Jork czwarta rano”, „Limuzyna Daimler Benz”, „Ojciec królowej” czy „Umarli rzucają cień”.
Zmarł w Poznaniu 5 października 2011 roku, w wieku 74 lat. Został pochowany na cmentarzu Jeżyckim w Poznaniu (kwatera P, rząd 6, grób 19).

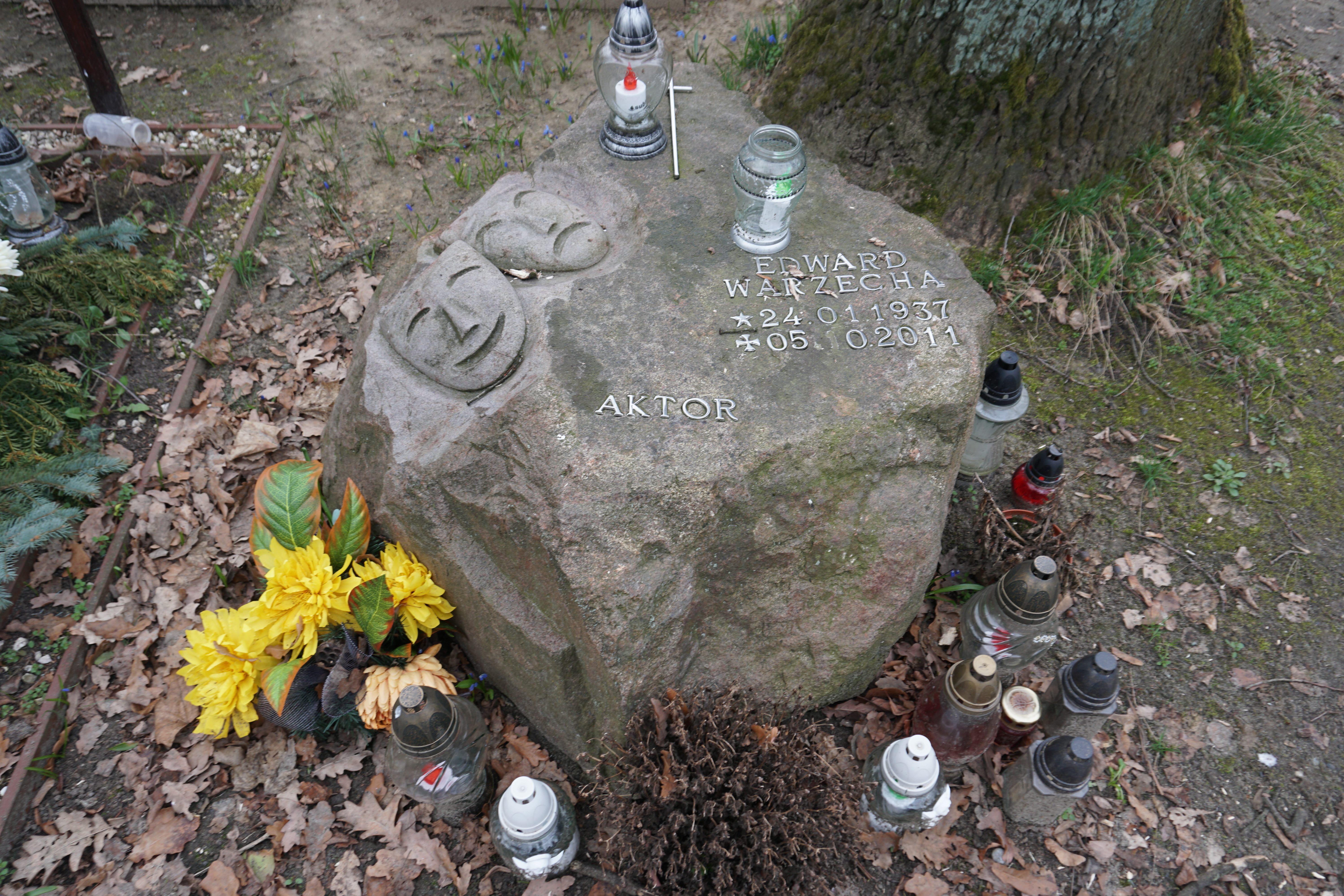
Grób Edwarda Warzechy na cmentarzu Jeżyckim w Poznaniu

## Filmografia
- 1978: Umarli rzucają cień
- 1979: Ojciec królowej
- 1981: Limuzyna Daimler-Benz
- 1988: Nowy Jork, czwarta rano
- 1988: Pogranicze w ogniu − Heinrich Krauze (odc. 2 i 4)
- 1988: Powrót do Polski
- 2003: Stara baśń. Kiedy słońce było bogiem − Dzikowic
- 2004: Stara baśń − Dzikowic